# Patrick Ittrich
Patrick Ittrich (* 3. Januar 1979 in Hamburg) ist ein deutscher Fußballschiedsrichter.

## Karriere

### Schiedsrichter
Der im Hauptberuf als Polizeibeamter tätige Patrick Ittrich ist für seinen Heimatverein, den Mümmelmannsberger SV Hamburg, seit 2003 als DFB-Schiedsrichter aktiv. Seitdem leitete er zahlreiche Partien in der früheren Oberliga Nord (Saison 2006/07 und 2007/08), der früheren Regionalliga Süd (2007/08) sowie den laufenden Regionalligen Nord (2003/04 und 2007/08 bis 2011/12) und West (2008/09, 2011/12) sowie der 3. Liga (seit 2008/09). In der 2. Fußball-Bundesliga findet er seit der Saison 2009/10, im DFB-Pokal seit der Folgesaison Einsatz.
Neben dieser Tätigkeit als erster Schiedsrichter, bei der er im Januar 2016 als Aufsteiger in die 1. Fußball-Bundesliga nachrückte, war Ittrich bis zu seinem Aufstieg als Schiedsrichter in die Bundesliga, auch als Schiedsrichter-Assistent aktiv. Dabei bestritt er, mit wechselnden Gespannen, bereits FIFA-Freundschaftsspiele, Qualifikationsspiele zur UEFA Champions League sowie Begegnungen in der UEFA Europa League und der Bundesliga. Im November 2011 rettete Ittrich gemeinsam mit den weiteren Assistenten Holger Henschel und Frank Willenborg dem Hauptschiedsrichter Babak Rafati das Leben. Vor dem Bundesligaspiel zwischen dem 1. FC Köln und dem 1. FSV Mainz 05 fanden diese ihn in seinem Hotelzimmer vor und leisteten nach einem Suizidversuch erste Hilfe. Sein erstes Spiel als Hauptschiedsrichter in der 1. Bundesliga war am 13. Februar 2016 die Partie des VfL Wolfsburg gegen den FC Ingolstadt 04. Am 26. Mai 2017 leitete er das Hinspiel der Relegation zur 2. Fußball-Bundesliga 2017/18 zwischen Jahn Regensburg und TSV 1860 München. Am 9. März 2024 leistete Ittrich beim 8:1-Kantersieg des FC Bayern München über den 1. FSV Mainz 05 Erste Hilfe, als er den zusammengebrochenen Josuha Guilavogui in die stabile Seitenlage brachte und ihm die in den Rachen zurückgesunkene Zunge herausholte.
Patrick Ittrich erlitt bislang drei Kreuzbandrisse: 1999 und 2000 im linken und während einer Sporteinheit im Dienst 2012 im rechten Knie.

### Fernsehtätigkeit
Während der Fußball-Europameisterschaft 2021 und 2024 sowie der Fußball-Weltmeisterschaft 2022 war er als Experte für MagentaTV tätig.

## Veröffentlichungen über Ittrich
- Dokumentation: Sportclub Story: Schiedsrichter im Dauerstress – Durch die Bundesliga mit Patrick Ittrich, Autoren: Alexander Kobs und Mats Nickelsen, NDR Fernsehen, ca. 30 Min., Erstsendung: 2. Dezember 2018[10][11]
- Meine Geschichte – das Leben von …: Patrick Ittrich, Sky Sport, Moderator: Riccardo Basile, ca. 25 Min., Erstsendung: 15. Januar 2022[12]

## Werke
- Buch: Die richtige Entscheidung – Warum ich es liebe, Schiedsrichter zu sein, Autoren: Patrick Ittrich und Mats Nickelsen, Edel Books, Erstveröffentlichung: 21. August 2020[13]